# Vitlök
Vitlök (Allium sativum) är en amaryllisväxt. Den kommer troligen ursprungligen från sydvästra Asien och har varit känd i Egypten i över 5 000 år. Vitlöken används främst som en krydda i matlagningen. Vitlök förekommer som färsk och torkad. Torkad och malen vitlök kallas vitlökspulver.

## Odling
Vitlöken lär ha odlats i Sverige redan under vikingatiden, men runt 1500-talet blev den impopulär på grund av sin starka lukt. Vitlök kan odlas i Sverige, bäst resultat kan man få med franska sorter som Thermidrome, Messidrome, Printanor, med flera. Vitlöken klyftas upp och därefter sätter man klyftorna med 40 cm radavstånd och cirka 10 cm avstånd i raden. Sättdjupet bör vara 3–4 cm. 
Vissa sorter sätts på hösten, andra tidigt på våren. Färsk vitlök med grön blast kan skördas redan från början av juni. Vitlöken slutskördas för torkning och lagring i juli eller början av augusti. Mindre yrkesodlingar finns på Öland, i Östergötland och i Skåne. 

### Produktion
| Nr                                                                    | Område                 | Produktion (ton) | Andel (%) |
| --------------------------------------------------------------------- | ---------------------- | ---------------- | --------- |
| 1                                                                     | Kina                   | 22 273 802       | 78,71     |
| 2                                                                     | Indien                 | 1 721 000        | 6,04      |
| 3                                                                     | Bangladesh             | 461 970          | 1,62      |
| 4                                                                     | Sydkorea               | 331 741          | 1,16      |
| 5                                                                     | Egypten                | 286 213          | 1,00      |
| 6                                                                     | Spanien                | 273 476          | 0,96      |
| 7                                                                     | USA                    | 260 340          | 0,91      |
| 8                                                                     | Uzbekistan             | 254 857          | 0,89      |
| 9                                                                     | Ryssland               | 211 981          | 0,74      |
| 10                                                                    | Myanmar                | 207 094          | 0,73      |
| 11                                                                    | Algeriet               | 202 201          | 0,71      |
| 12                                                                    | Ukraina                | 187 020          | 0,66      |
| 13                                                                    | Argentina              | 148 156          | 0,52      |
| 14                                                                    | Turkiet                | 143 207          | 0,50      |
| 15                                                                    | Etiopien               | 124 801          | 0,44      |
|                                                                       | Total världsproduktion | 28 494 132       | 100,00    |
| Källa: FN:s livsmedels- och jordbruksorganisation:s data för år 2018. |                        |                  |           |

## Egenskaper

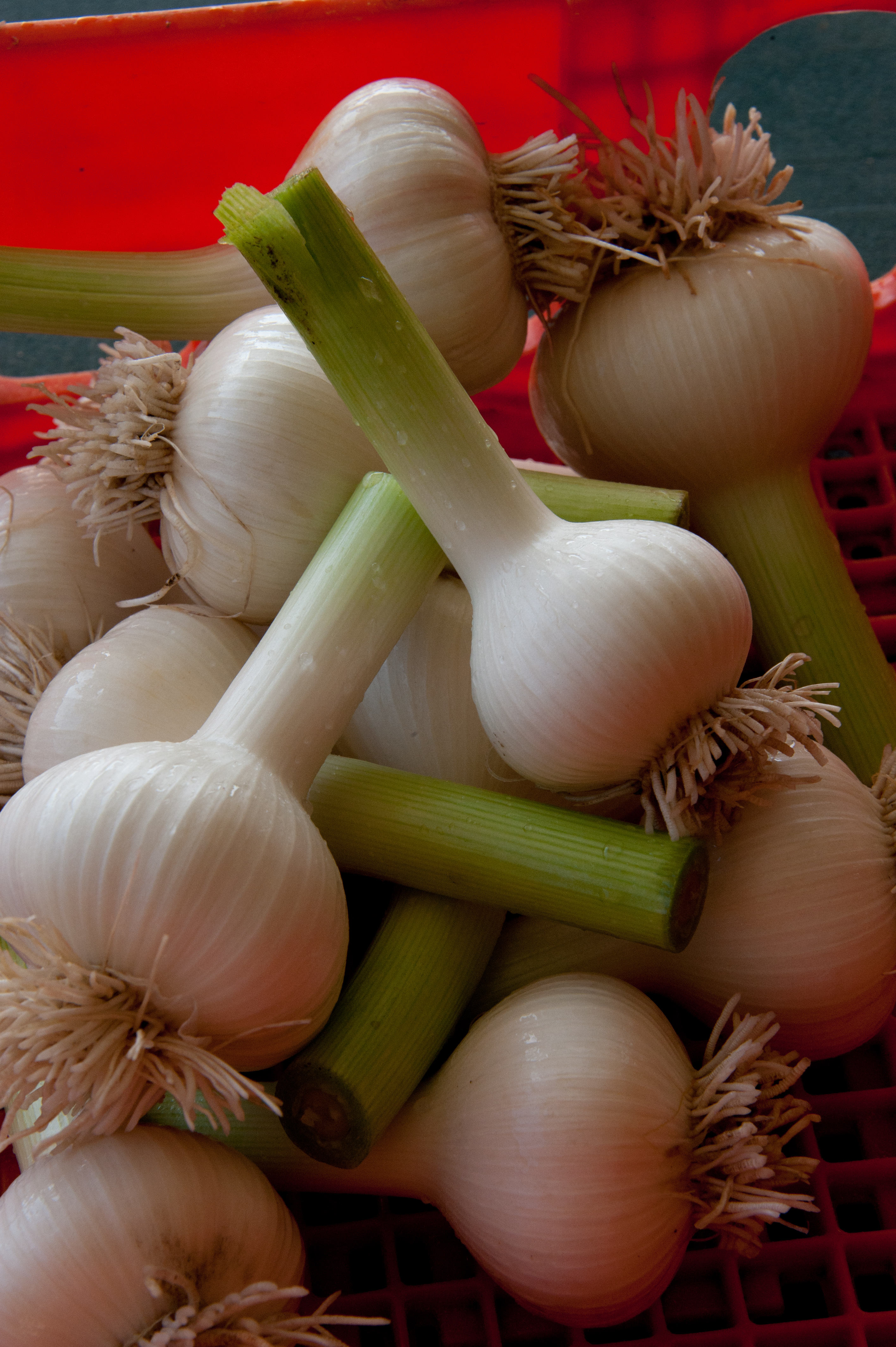
Färska vitlökar.

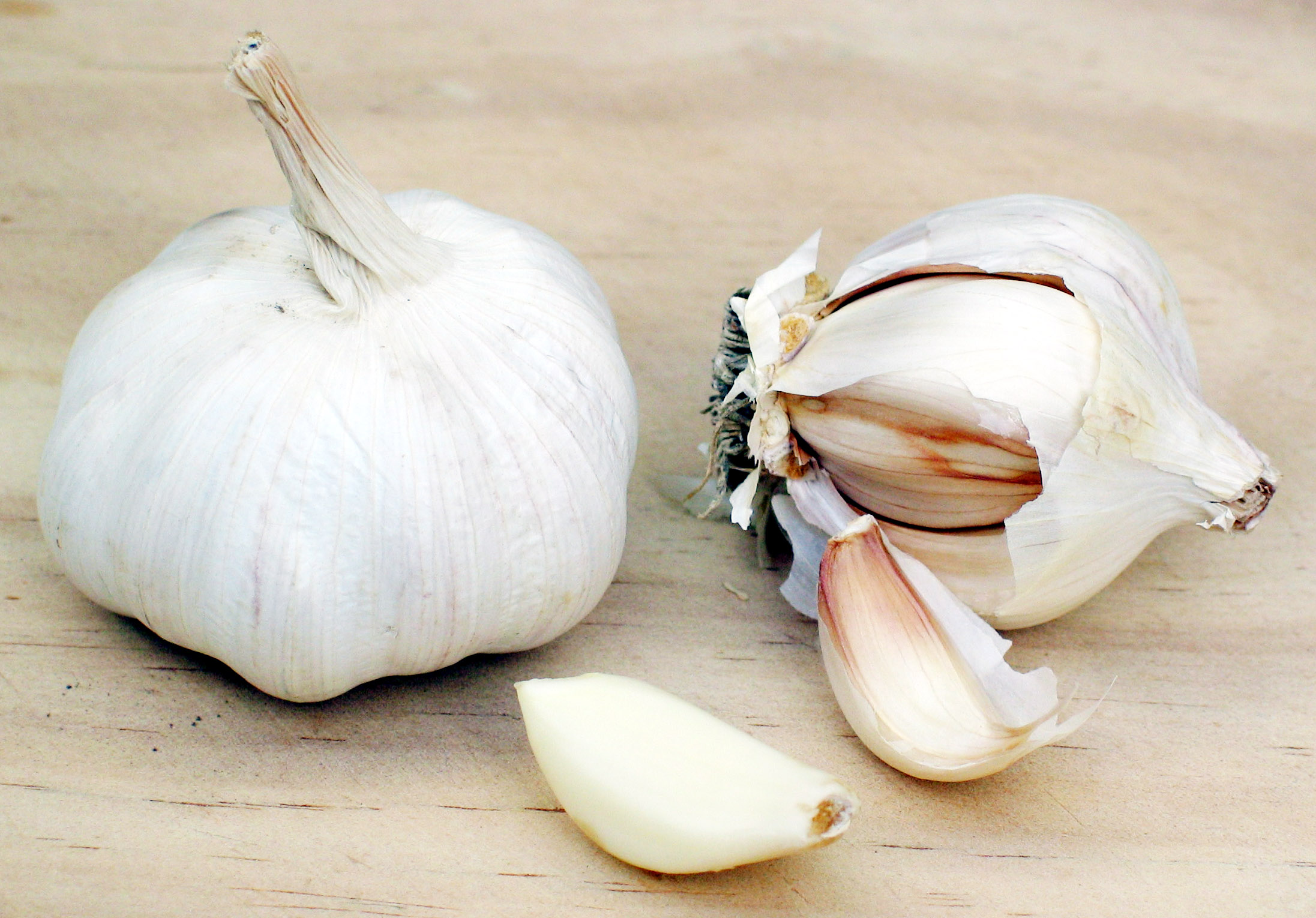
Torkade vitlökar. Till vänster: Hel vitlök, till höger: vitlök i klyftor.

Löken innehåller bland annat eterisk olja, kalcium, fosfor, järn, selen, vitaminerna A, B1, B2, C samt niacin. Det mest aktiva ämnet är det antibakteriella ämnet allicin, som kan döda vissa bakterier.

### Utseende
Vitlöken består av flera sammansatta vitlöksklyftor, var och en omgivna av ett tunt skal av vita blad, vissa sorter består dock av en enda stor lök. Vanligtvis är endast unga lökar rosa, men det förekommer varianter av vitlök där helt färdiga lökar är rosa eller röda. Vitlöksblad är cirka 15 centimeter långa, och 1 - 2,5 centimeter breda. 

### Lukt
En hel/oskadad vitlök luktar i sig själv inte anmärkningsvärt mycket, men pressad eller skuren sprider den en kraftigare lukt. I vitlöken finns från början ett ämne vid namn allin, som inte luktar mycket, men när löken exempelvis pressas så frigörs enzymet allinas som omvandlar alliinet till allicin, som utgör den typiska aromatiska, kraftiga vitlöksdoften vid matlagning. Har man sedan vitlöken i rumstemperatur har det mesta av allicinet efter ett par dagar brutits ner till i stort sett luktlösa föreningar.
I munnen omvandlas allicinet till främst mentantiol, som är ett starkt luktande ämne, och 2-propentiol och en del diallyldisulfid, vilka tillsammans påverkar andedräkten. Efter några timmar ändras lukten något på grund av att allylmetylsulfid bildats. Allylmetylsulfiden utsöndras från matspjälkningsapparaten som en gas via lungorna. Detta ämne ger sig sedan till känna med sin lukt i andedräkt och svett.

### Testosteronpåverkan
Vitlök har visat sig – i försök på råttor – ge "betydande högre nivå" av det manliga könshormonet testosteron vid regelbundet intag.

## Vitlök i kulturen
Vitlökens historia kan spåras 5 000 år bakåt i Egypten, och det fanns även vitlök i Tutankhamons grav från år 1358 före Kristus.
Vitlöken har länge fungerat som medicinalväxt och har än idag rykte om sig att kunna motverka sjukdomar, främst förkylningssjukdomar. Vitlök har emellertid inte bevisats hjälpa mot förkylning, däremot har en del upplevt en lindring av symptomen.
Förr i tiden ansåg man att vitlök hade en allmänt apotropeisk effekt. Vitlöken har påståtts skydda mot exempelvis häxor, varulvar och vampyrer.
Under vikingatiden användes vitlök av kvinnliga fältskärer. Fältskären gav vitlök till krigare som skadats i buken, om hon senare kunde känna vitlöksdoft från såren visste hon att tarmarna var perforerade.
Det är känt att vitlök stimulerar vissa enzymer att bildas i levern.[källa behövs]